# Quaresma de São Miguel Arcanjo
A Quaresma de São Miguel é um período de jejum e penitência da Igreja Católica, que vai do dia da Assunção de Maria, em 15 de agosto, até a Festa de São Miguel Arcanjo, em 29 de setembro, excluídos os domingos. Em se tratando de um devoção não litúrgica, não deve ser realizada de maneira tão rigorosa quanto a Quaresma.